# 斯克里普斯海洋研究所
斯克里普斯海洋研究所位于加利福尼亚州拉霍亚，成立于1903年，是全世界最古老和最大的从事海洋和地球科学研究、公共服务、本科和研究生教育的机构之一。 在这里数以百计的海洋和地球科学家利用海洋研究船和岸基实验室开展研究。SIO隶属于加利福尼亚大学圣迭戈分校。 其下属的伯奇水族馆对公众开放。自1912年成为加州大学的一部分后，该机构扩大了研究范围，包括地球物理学、化学、地质学、生物学和地球气候。

## 历史
1903年，本地活动家和业余软体动物学家 Fred Baker 和其他两位同事领导的一个委员会创办了一家独立的生物实验室，名为圣迭戈海洋生物学协会(Marine Biological Association of San Diego)，这就是斯克里普斯海洋研究所的前身。加利福尼亚大学动物学教授 William Emerson Ritter 受聘领导这个协会，本地慈善家 E. W. Scripps 和他的姐姐 Ellen Browning Scripps 在最初十年为协会提供了完全资助。 协会起初位于科罗纳多酒店的船屋里，1905年来到拉霍亚湾附近，最后在1907年搬到了现在的位置。

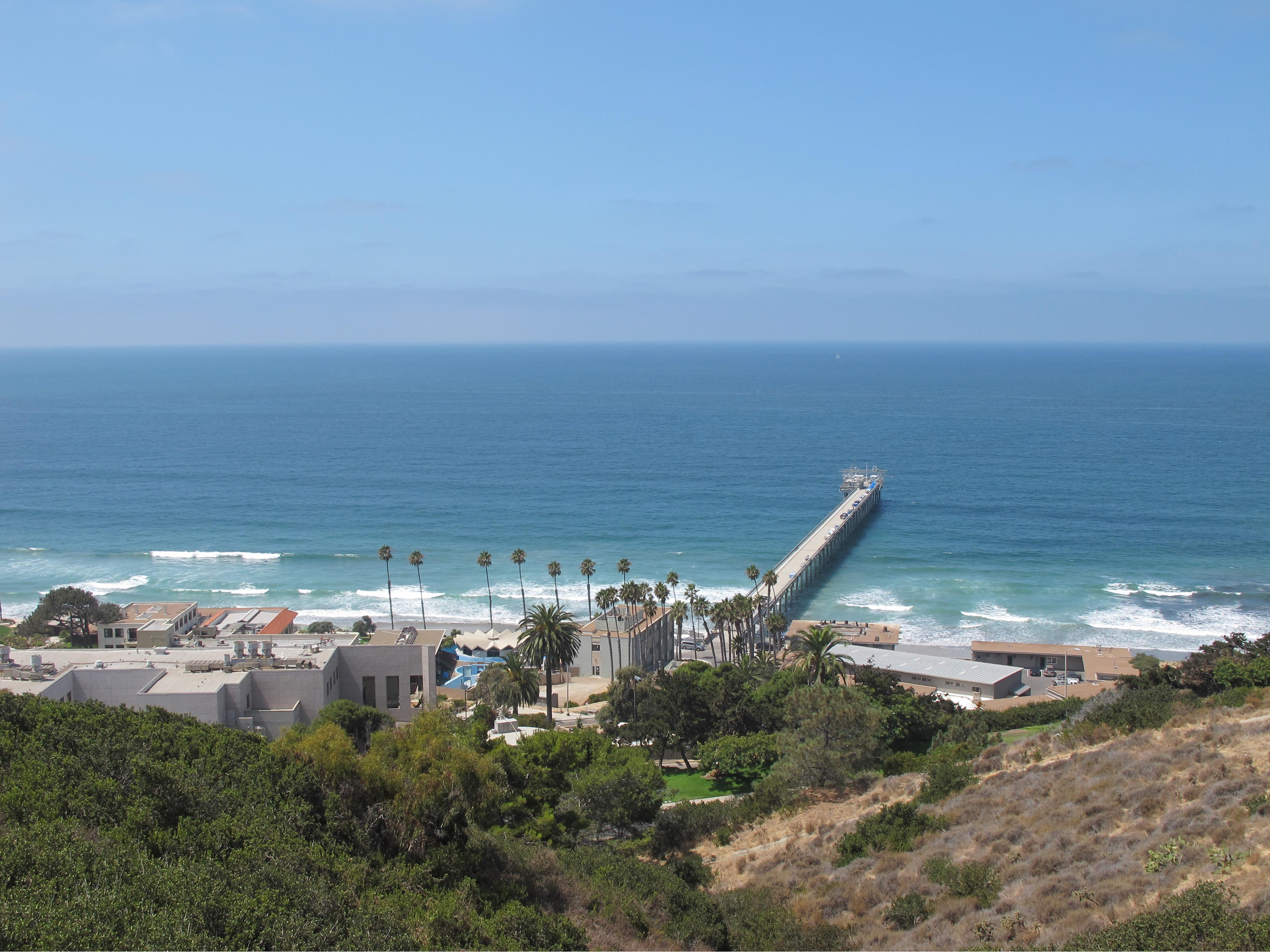
斯克里普斯海洋研究所，2011年拍摄于伯奇水族馆。

在1912年，协会成为加利福尼亚大学的一部分，且更名为斯克里普斯生物研究所(Scripps Institution for Biological Research)。1916年起，研究所每天在码头展开测量。 1925年10月改为现在的名字，即斯克里普斯海洋研究所(Scripps Institution of Oceanography)。 
由 Irving Gill 设计的斯克里普斯海洋研究所老楼在1982年被列为美国国家历史名胜。目前的海洋研究所建筑由 Barton Myers 设计于1998年。

## 组织结构
斯克里普斯海洋学研究分为三个部门，每一个都有其子部门:
- 生物学
  - 海洋生物技术和生物医学中心(CMBB)
  - 综合性海洋学部门(IOD)
  - 海洋生物学研究部门(MBRD)
- 地球科学
  - Cecil H. 和 Ida M. Green 地球物理学和行星物理学研究所(IGPP)
  - 地球科学研究部门(GRD)
- 海洋和大气
  - 气候、大气科学及物理海洋学(CASPO)
  - 海洋物理实验室(MPL)